# دو قرن سکوت
دو قرن سکوت کتابی نوشتهٔ عبدالحسین زرین‌کوب دربارهٔ سرگذشت ایران در دو سدهٔ نخست پس از سلطهٔ عرب‌های مسلمان است که در سال ۱۳۳۰ برای اولین بار منتشر شد.

## مشکلات چاپ و نشر
دو قرن سکوت ابتدا به‌صورت پاورقی در نشریهٔ مهرگان منتشر شد و سپس در دیماه سال ۱۳۳۰ برای نخستین‌بار به‌صورت کتاب توسط انتشارات جامعهٔ لیسانسیه‌های دانشسرای عالی به چاپ رسید. متن این کتاب پس از چاپ دوم بدون تغییر باقی ماند و تمامی چاپ‌های بعدی نیز بر اساس همان متن منتشر شده‌اند.
بیست سال پس از پیروزی انقلاب ۱۳۵۷، کتاب دو قرن سکوت مجوز انتشار گرفت و انتشارات سخن آن را منتشر کرد. در آغاز این کتاب، نقد مرتضی مطهری بر آن—که بخشی از کتاب خدمات متقابل اسلام و ایران است—به‌طور کامل نقل شده و در آن به تحلیل‌های زرین‌کوب پاسخ داده شده است.
این کتاب دو بار به زبان انگلیسی ترجمه شده است: یکبار توسط پاول اسپراکمن و بار دیگر توسط آوید کامگار. ترجمهٔ کامگار را مؤسسهٔ انتشاراتی آترهاوس در آمریکا منتشر کرده است.

## نمونه‌های از متن کتاب
«نبردی که ایرانیان در طی این دو قرن با مهاجمان عرب کردند همه در تاریکی خشم و تعصب نبود. در روشنی دانش و خرد نیز این نبرد دوام داشت و بازار مشاجرات و گفتگوهای دینی و فلسفی گرم بود…طی دو سده نخستین بسیاری از ایرانیان، از ابتدا دین اسلام را با شور و شوق پذیرا شدند، زیرا دین تازه را از آیین دیرین نیاکان خویش برتر می‌یافتند و ثنویت زرتشتی را در برابر توحید اسلام، شرک و کفر می‌شناختند. با این همه در عین حال که دین اعراب را پذیرفتند، آنان را تحت نفوذ و تأثیر فرهنگ و تربیت خویش گرفتند و به تمدن و فرهنگ خویش برآوردند… اما گروهی دیگر از ایرانیان، از دین عرب هم روی برتافتند و آن را تنها از این رو، که چیزی ناآشنا و تازه و ناشناس بود نپذیرفتند. بهتر دیدند که دل از یار و دیار برکنند و در گوشه و کنار جهان آواره باشند و دین تازه را که برایشان ناشناس و نامأنوس بود نپذیرند. حتی سرانجام پس از سال‌ها دربه دری در کوه و بیابان، رنج هجران بر دل نهادند و به سند و سنجان رفتند تا دینی را که از نیاکان آموخته بودند و بدان سخت دل بسته بودند ترک نکنند و از دست ندهند. اگر هم طاقت درد و رنج در به دری و هجران را نداشتند، رنج تحقیر و آزار مسلمانان را احتمال کردند و ماندند و جزیه پرداختند و از کیش نیاکان خویش دست برنداشتند. برخی دیگر، هم از اول با آیین مسلمانی به مخالفت و ستیزه برخاستند، گویی گرویدن به این دینی را که عرب آورده بود اهانتی و ناسزایی در حق خویش تلقی می‌کردند. از این رو اگر نیز در ظاهر خود را مسلمان فرا می‌نمودند، در نهان از عرب و آیین او به شدت بیزار بودند و هر جا نیز فرصتی و مجالی دست می‌داد سر به شورش برمی‌آوردند و عربان و مسلمانان را از دم تیغ می‌گذرانیدند. … زنادقه و آزاداندیشان که در اوایل عهد عباسی عدهٔ زیادی از آن‌ها در بغداد و شهرهای دیگر وجود داشت از این گروه بودند. به هر حال وجود این فرقه‌ها و آرای مختلف، بازار بحثها و جدلهای مذهبی را بین اعراب و ایرانیان گرم می‌داشت و نبردی سخت را در روشنی عقل و دانش سبب می‌شد که بسی دوام یافت و نتایج مهم داشت.»
«شک نیست که در هجوم تازیان، بسیاری از کتاب‌ها و کتابخانه‌های ایران دستخوش آسیب فنا گشته‌است. این دعوی را از تاریخ‌ها می‌توان حجّت آورد و قرائن بسیار نیز از خارج آن را تأیید می‌کند. با این همه بعضی از اهل تحقیق در این باب تردید دارند و این تردید چه لازم است؟! برای عرب که جز قرآن هیچ سخن را قدر نمی‌دانست کتاب‌هایی که از آن مجوس بود و البته نزد وی دست‌کم مایهٔ ضلال بود چه فایده داشت که به حفظ آن‌ها عنایت کند؟ در آیین مسلمانان آن روزگار آشنایی به خط و کتابت بسیار نادر بود و پیداست که چنین قومی تا چه حد می‌توانست به کتاب و کتابخانه علاقه داشته باشد. تمام قراین و شواهد نشان می‌دهد که عرب از کتاب‌هایی نظیر آنچه امروز از ادب پهلوی باقی مانده‌است فایده‌ای نمی‌برده در این صورت جای شک نیست که در آن‌گونه کتاب‌ها به دیدهٔ حرمت و تکریم نمی‌دیده‌است… نام بسیاری از کتاب‌های عهد ساسانی در کتاب‌ها مانده‌است که نام و نشانی از آن‌ها باقی نیست… پیداست که محیط مسلمانی برای وجود و بقای چنین کتاب‌ها مناسب نبوده‌است و سبب نابودی آن کتاب‌ها نیز همین است. باری از همهٔ قراین پیداست که در حملهٔ اعراب بسیاری از کتاب‌های ایرانیان، از میان رفته‌است».

## نظر زرین کوب راجع به دو قرن سکوت
در مصاحبه‌ای که عطا آیتی دو سال قبل از مرگ زرین‌کوب با او داشت، زرین‌کوب در پاسخ به سؤالِ «کدام‌یک از آثار خودتان را بیشتر دوست دارید؟» کتاب دو قرن سکوت را نام برد.

## نقد و تحلیل
از زمان انتشار ویرایش اول کتاب در سال ۱۳۳۰ نقدهایی بر آن نوشته شد. خود زرین کوب در مقدمه ویرایش دوم (۱۳۳۶) به تأثیر این نقدها در بازنگارش کتاب اشاره می‌کند. نویسندگان مختلفی به‌طور مستقیم — با آوردن نام زرین‌کوب یا کتاب او — یا به‌صورت تلویحی، عنوان دو قرن سکوت را نقد کرده‌اند:
- غلامحسین دینانی کتاب دو قرن سکوت را کتابی ارزشمند و برجسته دانسته و زرین کوب را مورخی حقیقت جو برشمرده است. وی در پاسخ به این که نگاه زرین کوب در این کتاب چگونه است؟ اظهار داشت:

زرین‌کوب در عین این که تاریخ‌نگاری دقیق و مطلع است، نگاهش در «دو قرن سکوت» به اسلام و حمله اعراب با شفافیت انجام شده‌است و تقدس اسلام را پذیرفته و به آن پرداخته‌است و از اسلام به عنوان دین آسمانی پذیرفته شده نام برده اما در ادامه اعراب را به دلیل حمله به ایران به باد نقد گرفته‌است. 
- همایون کاتوزیان معتقد است، نگاه مبتنی بر «دورهٔ سکوتِ» ایرانیان را می‌توان ناشی از تعصب ملی‌گرایانهٔ مدرن به ایران دانست که کاتوزیان آن را در تضاد با حقایق تاریخی می‌داند. به گفتهٔ کاتوزیان، اگرچه درست است که حکومت مستقل ایرانی در این دو قرن وجود نداشت و تقریباً شاهدی از ادبیات نوشتاری در زبان‌های مختلف فارسی وجود ندارد، اما این زبان‌ها توسط ایرانیان استفاده می‌شده، و اگر ایرانیان شهرنشین عربی یادمی‌گرفتند، اعراب ساکن ایران نیز فارسی می‌آموختند. کاتوزیان، با بیان اینکه از همان ابتدا ایرانیان در رژیم جدید مشارکت داشتند، و با ذکر مثال‌هایی معتقد است که ایرانیان در همان دو قرن نقش خیلی برجسته‌ای در رشد فرهنگ اسلامی و بین‌المللی شدن آن بازی کردند.[۶]
- پروانه پورشریعتی، دانشیار دانشگاه اُهایو و نویسندهٔ کتاب افول ساسانیان، با اشاره به تاریخ به‌هم‌پیوستهٔ هزارساله در ایران، که در آن اشکانیان و سنن آن‌ها به‌طور مداوم حضور دارند، معتقد است: «اسناد نشان می‌دهد که نظر آرتور کریستین سن که می‌گفت تاریخ پانصد ساله اشکانیان را باید با آمدن ساسانیان به فراموشی سپرد، درست نیست و باید از یک تداوم هزار ساله سنت‌ها و فرهنگ و حاکمیت‌های منطقه‌ای خاندان‌های اشکانی سخن گفت.» برطبق دیدگاه وی نظریه دو قرن سکوت، پس از حمله اعراب اشتباه‌است و ما با یک سری از تحولات و پیوستگی تاریخی ایران پس از حمله اعراب مواجه هستیم. کتاب ایشان در چندی از دانشگاه‌های آمریکا و انگلستان مورد بحث و بررسی قرار گرفته‌است.[۷]
- مرتضی مطهری نقدی بر کتاب دو قرن سکوت داشته‌است که در کتاب خدمات متقابل اسلام و ایران در سال ۱۳۴۹ به چاپ رسیده‌است. این نقد از پس از پیروزی انقلاب به ابتدای کتاب دو قرن سکوت اضافه شده‌است. وی به فهرستی از دانشمندان ایرانی یا ایرانی‌تبار اشاره می‌کند که در دو قرن اول پس از حمله اعراب ظهور پیدا کردند.[۸] به علاوه وی در کتاب اسلام و مقتضیات زمان (۱۳۴۵) با استناد به این گفتهٔ ادوارد براون، کتاب دو قرن سکوت را نقد کرده‌است:[۹] بنابراین، به‌هیچ‌وجه صحیح نیست که گفته شود دو یا سه قرن پس از فتح ایران توسط مسلمانان، صفحهٔ خالی در فعالیت علمی مردم آن بوده‌است. برعکس، این دوره زمانِ به‌هم‌آمیختن کهنه و نو، دگردیسی قالب‌ها و فراکوچ نظرگاه‌ها بود؛ ولی مطلقاً دورهٔ رکود و مرگ نبود. از نظر سیاسی، درست است که ایران استقلال ملی خود را برای مدتی از دست داد و به امپراتوری بزرگ مسلمانان پیوست، ولی در میدان علم به‌زودی به برتری‌ای رسید که شایستهٔ زیرکی و قابلیت مردم آن بود. اگر نقش ایرانیان را از آنچه که به نام علوم عربی نامیده می‌شود تفریق کنیم، بهترین قسمت آن رفته‌است.

این در حالی است که به گفته روزبه زرین‌کوب، استادیار گروه تاریخ دانشگاه تهران (برادرزادهٔ عبدالحسین زرین‌کوب) «به نظر من تقابلی در نظر گاه این دو استاد وجود ندارد، آن‌ها از دوستان نزدیک یکدیگر بودند و تا یک هفته قبل از شهادت آیت‌الله مطهری، ایشان در منزل مرحوم زرین‌کوب بودند و با هم مجالست داشتند.»
- علیرضا بهرامیان لحن کتاب را حماسی و به دور از لحن اهل تحقیق می‌داند که باعث شده خود زرین‌کوب از این قضیه ناراضی باشد.[۱۱]
- کامران (اسکات) آقایی دانشیار دانشگاه تگزاس[۱۲] در مورد فضای حاکم بر ایران در هنگام نگارش کتاب و محتوای کتاب چنین می‌نویسد:[۱۳]

رضا شاه گفتمان ملی گرائی سکولار را -که گاهی نشات گرفته از خود حکومت و گاهی ایجاد شده توسط نخبگان تجدد طلب بود- ترویج می‌کرد. این گفتمان در نشریات عمومی قابل چاپ بود. در نتیجه این کار، از اسلام کمتر در نشریات یاد می‌شد و در نشان‌های ملی و جشن‌ها کمتر اثری از آن به چشم می‌خورد. بسیاری از ایرانیان ملی‌گرا در این زمان، اسلام را از هویت ایرانی تفکیک می‌کردند و تاریخ ایران را از نو می‌نگاشتند تا میراث پیش از اسلام را به جای میراث اسلامی پررنگ کنند. این روشنفکران، اغلب به‌طور صریح مذهب را رّد نمی‌کردند بلکه نمونه‌هایی از آداب و رسوم شیعه را «عقب ماندگی» و «بربریت» توصیف، و از آن انتقاد می‌کنند. برخی دانشوران همچون عبدالحسین زرین‌کوب که یک تاریخ‌نگار ملی‌گرای اثرگذار و یک ایدئولوگ بود، پا را فراتر گذاشت و ادعا نمود اسلام و شیعه به‌طور مشخص غیر ایرانی هستند. کتاب دو قرن سکوت او نماینده این تصویر ملی‌گرای سکولار از تاریخ ایران است. روایت زرین کوب از تاریخ ایران، بازسازی باستان گرایانه‌ای از ایران به عنوان ملتی ناب است که در آن شهروندی بر پایه نژاد، زبان مشترک، تاریخ مشترک یا عضویت در فرهنگ و تمدنی متحدالشکل می‌باشد. این تعریف زرین کوب از هویت ملی، ایران را به صورت کشوری همچون کشورهای اروپایی نشان می‌داد و در عین حال ایرانیان وطن‌پرست را از ملل اسلامی و از رهبران مذهبی دور می‌کرد. کتاب زرین کوب با حمله اعراب به ایران در قرن هفتم میلادی شروع می‌شود که او آن را به صورت یک تراژدی برای ملت ایران معرفی می‌کند. او دو قرن اول تاریخ ایران پس از حمله اعراب را دوره‌ای از تاریکی همراه با کشمکش بین دو ملت (اعراب و ایرانیان) می‌نمایاند. در این کتاب فاتحان عرب مسلمان به صورت بربرهایی خشن و نژادپرست تصویر شده‌اند که در پایمال کردن روحیهٔ ملی ایرانی به وسیله تخریب هر چه ایرانی است مصمم هستند. با این حال او ادعا می‌کند که ایرانیان بزودی برتری خود را در مسائل مملکتی، کشاورزی، جنگ‌آوری و دانش ثابت کردند و در نهایت به مراکز قدرت دست یافتند. زرین کوب این بحث را پیش می‌کشد که ایرانیان در این دو قرن تنها کاری که می‌توانستند بکنند این بود که در شورش‌های منتهی به شکست شرکت کنند و آنچه می‌توانستند از فرهنگ ایران حفظ کنند تا پس از پایان دو قرن حکومت زورگویانه عربی/اسلامی، ضمیر ایرانی دوباره پیروز میدان ظاهر شود.

## کتاب کارنامهٔ اسلام
زرین کوب در سال ۱۳۴۸ کتاب کارنامه اسلام را منتشر کرد. شجاع‌الدین شفا با بیان تغییر موضع عبدالحسین زرین کوب در کتاب کارنامه اسلام نسبت به کتاب قبلی‌اش دو قرن سکوت -در مورد نقش اسلام و مسلمانان در ایران - وی را به «دوگانگی»، «غرض ورزی» و «عدم واقع بینی» متهم می‌کند. در مقابل فرهاد بهبهانی این نقد شفا نسبت به نگارش کارنامه اسلام توسط زرین کوب را منصفانه نمی‌خواند و می‌نویسد:
«حال اگر مرحوم زرین کوب بعد از نگارش دو قرن سکوت به اشتباهی از جانب خود پی برده و خبر بی‌پایه به فنا رفتن کتابخانه‌های ایران توسط اعراب را در کتاب بعدی خود به نام کارنامه اسلام تصحیح کرده‌است باید شماتت شود؟ چه دلیلی برای این تکذیب هست جز آنکه واقعاً خود آن مرحوم متوجه خطایی در کار خود شده بود؟ مگر هر کسی سخن خود را در جهتی که ما دوست نداریم عوض کرد به «دوگانگی»، «غرض ورزی» و «عدم واقع بینی» (کلماتی که شجاع‌الدین شفا در مورد زرین کوب به کار برده‌است) رفته‌است؟ وجدان طبیعی انسانی برای کسانی که اشتباهات خود را اعتراف می‌کنند احترام قائل است.»